# Dicranomyia goana
Dicranomyia goana är en tvåvingeart som beskrevs av Alexander 1927. Dicranomyia goana ingår i släktet Dicranomyia och familjen småharkrankar. Inga underarter finns listade i Catalogue of Life.